# Augusto Rocha
Rocha, de nome completo Augusto Francisco Rocha (Macau, 7 de Fevereiro de 1935), foi um antigo jogador de futebol da selecção portuguesa e da Académica. Jogava na posição de médio e avançado.

## Em Macau
Filho de pai português e de mãe chinesa, Augusto Rocha é um macaense (ou luso-descendente) que nasceu em Macau, no dia 7 de Fevereiro de 1935. Iniciou a sua carreira futebolística em 1952, representando o clube local "O Negro Rubro" (1952/53). Em 1953, passou a representar o Sporting Clube de Macau (1953/54). A sua alcunha (chinesa) era Lou Fu Chai (em português: "o Pequeno Tigre"), "porque tigre era a alcunha do seu pai, que partiu de Alcobaça à aventura, casando-se com uma chinesa de origem".

## Carreira em Portugal
Augusto Rocha partiu para Portugal e representou o Sporting Clube de Portugal por duas temporadas (1954-1956). A passagem por Alvalade não foi brilhante, jogou um ano pelas reservas e só em 1955/56 conseguiu chegar à equipa principal. Em 1956, passou a representar a Académica. Em Coimbra, ele destacou-se como um jogador de futebol com grande criatividade, génio e irreverência, acabando por marcar positivamente o futebol dos estudantes. Sob o seu comando, a Académica conseguiu excelentes resultados nos jogos da Primeira Liga: foi vice-campeã nacional (segundo posto), em 1966/67. Realizou quase 400 jogos ao serviço da Académica, tendo marcado mais de 50 golos. Em 1971, depois de 14 temporadas ao serviço da Académica, saiu do clube e abandonou definitivamente o futebol profissional.
A dada altura, Sporting e Benfica tentaram de novo levá-lo para Lisboa e o negócio chegou quase a estar concluído com os homens de Alvalade (1958), mas acabou por falhar.
É considerado um dos melhores jogadores de futebol de origem macaense de todos os tempos e um dos mais carismáticos futebolistas de toda a história da Académica.

### Selecção Nacional
Alcançou sete internacionalizações: pela selecção portuguesa, estreou-se a 13 de Abril de 1958, em Madrid, contra a Espanha (derrota por 1-0) e despediu-se a 21 de Abril de 1963, com o Brasil, em Lisboa (vitória por 1-0).